# 佳奇夫区

佳奇夫區在外喀爾巴阡州的位置

佳奇夫区（烏克蘭語：Тячівський район），又按俄语名译为佳切夫區，是烏克蘭西部外喀爾巴阡州的一個區，行政中心設於佳奇夫，面積1,869.5平方公里，2021年人口数量为184,532人。

## 行政區劃
佳奇夫區下轄10個市鎮，以下。
- 貝代夫利亞市鎮（烏克蘭語：Бедевлянська сільська громада），行政中心貝代夫利亞
- 布什特諾市鎮（烏克蘭語：Буштинська селищна громада），行政中心布什特諾
- 維利希夫齊市鎮（烏克蘭語：Вільховецька сільська громада），行政中心維利希夫齊 (佳奇夫區)（烏克蘭語：Вільхівці (Тячівський район)）
- 杜博韋市鎮（烏克蘭語：Дубівська селищна громада），行政中心杜博韋
- 內雷斯尼察市鎮（烏克蘭語：Нересницька сільська громада），行政中心内雷斯尼察
- 索洛特維諾市鎮 (外喀爾巴阡州)（烏克蘭語：Солотвинська селищна громада (Закарпатська область)），行政中心索洛特維諾
- 泰雷斯瓦市鎮（烏克蘭語：Тересвянська селищна громада），行政中心泰雷斯瓦
- 佳奇夫市鎮（烏克蘭語：Тячівська міська громада），行政中心佳奇夫
- 烏格利亞市鎮（烏克蘭語：Углянська сільська громада），行政中心烏格利亞
- 烏斯季-喬爾納市鎮（烏克蘭語：Усть-Чорнянська селищна громада），行政中心烏斯季-喬爾納